# Scream of the Mourning Star
Scream of the Mourning Star – pierwszy studyjny album polskiej grupy deathmetalowej Lost Soul. Wydawnictwo ukazało się 20 listopada 2000 roku nakładem wytwórni muzycznych Metal Mind Productions i Relapse Records. Nagrania zostały zarejestrowane we wrocławskim Fonoplastikon Studio na przełomie maja i czerwca 1999 roku.

## Lista utworów
Opracowano na podstawie materiału źródłowego.
| Nr  | Tytuł utworu                  | Słowa                       | Muzyka    | Długość |
| --- | ----------------------------- | --------------------------- | --------- | ------- |
| 1.  | „My Kingdom”                  | Adam Sierżęga               | Lost Soul | 3:11    |
| 2.  | „Divine Satisfaction”         | Adam Sierżęga               | Lost Soul | 2:48    |
| 3.  | „Tabernaculum Miser”          | Jacek Grecki, Adam Sierżęga | Lost Soul | 3:48    |
| 4.  | „The Highest Pleasure”        | Adam Sierżęga               | Lost Soul | 2:37    |
| 5.  | „Malediction”                 | Adam Sierżęga               | Lost Soul | 3:03    |
| 6.  | „Entrance to the Nothingness” | Adam Sierżęga               | Lost Soul | 3:24    |
| 7.  | „We Want God”                 | Adam Sierżęga               | Lost Soul | 2:25    |
| 8.  | „Nameless”                    | Adam Sierżęga               | Lost Soul | 3:51    |
| 9.  | „An Enternal Sleep”           | Adam Sierżęga               | Lost Soul | 3:10    |
| 10. | „Unclean”                     | Adam Sierżęga               | Lost Soul | 5:55    |
|     |                               |                             |           | 34:12   |

## Twórcy
Opracowano na podstawie materiału źródłowego.
| Zespół Lost Soul w składzie - Jacek Grecki – wokal, gitara rytmiczna, gitara prowadząca - Piotr Ostrowski – gitara rytmiczna, gitara prowadząca - Krzysztof Artur Zagórowicz – gitara basowa - Adam Sierżęga – perkusja, instrumenty perkusyjne |  | Produkcja - Marcin Bors – inżynieria dźwięku - Bartek Straburzynski – inżynieria dźwięku - Tomasz "Graal" Daniłowicz – okładka, oprawa graficzna - Wiesław Fatyga – zdjęcia |